# Міміно
«Міміно́» (груз. «მიმინო», рос. «Мимино») — російсько-грузинський радянський фільм грузинського кінорежисера Георгія Данелії. У прокаті 1978 року фільм посів 17-те місце (24,4 млн глядачів, 1258 фільмокопій). Текст за кадром читає Артем Карапетян.
Прем'єри фільму відбулися в СРСР (липень 1977 року на Московському міжнародному кінофестивалі; 27 березня 1978 року на широких екранах), Фінляндії (31 серпня 1979 року), Угорщині (12 березня 1980 року).

## Сюжет
Валентин Костянтинович (Валіко Котеєвич) Мізандарі — 34-річний пілот вертольота Мі-2 (який він ласкаво називає «пепела» — метелик) місцевих грузинських авіаліній на прізвисько Міміно́, що означає «сокіл», зустрічає в аеропорту Тбілісі свого однокурсника, який є пілотом надзвукового авіалайнера Ту-144 і літає за кордон СРСР. В екіпажі цього льотчика літає стюардеса Лариса Іванівна, що відразу підкорила серце джигіта. Бажаючи досягти успіхів у великій авіації, Міміно відправляється в Москву.
У Москві Валіко знайомиться з простим вірменським шофером Рубеном Хачікяном. За кілька днів вони витрачають всі гроші, і крім того, їх виселяють з елітного готелю. Рубік-Джан стає найкращим другом Міміно. Разом вони потрапляють у неприємні ситуації, але справжня дружба допомагає їм подолати їх.
Зустрівши свого давнього ворога — чоловіка, що спокусив його сестру, Валіко влаштовує в його квартирі легкий погром, за що потрапляє на лаву підсудних. Рубен не лишає друга самого у важкій ситуації та всіляко намагається допомогти гордому другові-льотчику. На лаві підсудних Міміно зустрічає своє 35-річчя, що стає причиною формальної відмови від можливості перенавчання на літак великої авіації. Уже вирішивши повернутися додому, Міміно випадково знайомиться з ветераном війни Волоховим, який через впливового чиновника допомагає Валіко здійснити свою мрію.
Міміно стає льотчиком далекої цивільної авіації СРСР, пілотом надзвукового лайнера Ту-144 і літає по всьому світу. Але, відкритий і доброзичливий до людей, Валіко не дуже затишно відчуває себе у великих містах, і, сумуючи за Батьківщиною, повертається додому, в Телаві, до улюбленої роботи, до своїх рідних і близьких.

## Актори
- Вахтанг Кікабідзе — Валіко (Валентин Костянтинович) Мізандарі на прізвисько «Міміно», льотчик місцевих авіаліній.
- Фрунзик Мкртчян — Рубен Хачикян, Рубік — водій вантажівки, який приїхав у Москву у справах, що мешкає в одному готельному номері з Валіко.
- Олена Проклова — Лариса Іванівна Комарова, стюардеса
- Євген Леонов — Іван Сергійович Волохов, фронтовик
- Руслан Мікаберідзе — Гіві Іванович, командир авіазагону, що в ньому працює Валіко.
- Закро Сахвадзе — Варлаам, юний племінник Міміно, який мешкає в горах з дідом і матір'ю
- Марина Дюжева — Світлана Георгіївна, адвокат-початківець
- Арчіл Ґоміашвілі — Нугзар Папішвілі, «потерпілий»
- Мікаела Дроздовська — дружина Папішвілі
- Володимир Басов — Родіон Синицин, співак у Великому театрі, який влаштовує Валіко в готель на прохання тітки Ніни з Тбілісі
- Валентина Титова — Таня Сіницина
- Петро Любешкін — батько адвоката
- Карло Саканделідзе — в епізоді
- Зейнаб Боцвадзе — сестра Валіко
- Коте Даушвілі — дід
- Тамара Тваліашвілі — бабця з коровою
- Михайло Васьков — в епізоді
- Павло Вінник — друг Нугзара Папішвілі
- Савелій Крамаров — підсудний з «гарними очима»
- Олексій Алексіїв — прокурор
- Раїса Куркіна — суддя
- Микола Граббе — фронтовий друг Волохова
- Надія Семенцова — секретарка
- Едуард Ізотов — командир екіпажу
- Георгій Данелія — пілот літака, екіпаж рейсу «Тбілісі — Москва»
- Володимир Протасенко — Валера, командир екіпажу, в якому літала Лариса Комарова
- Віктор Шульгін — кадровик
- Людмила Гаврилова — організатор симпозіуму ендокринологів
- Тетяна Паркіна — Тимофеєва, стюардеса, напарниця Лариси
- Софія Гаррель — пасажирка, старенька-іноземка
- Заза Колелішвілі — в епізоді
- Анатолій Іванов — в епізоді
- Марина Поляк — стюардеса Катя
- Абессалом Лорія — радист, друг Валіко
- Іпполіт Хвічіа — Кукуш, шиє кепки
- Василь Чхаідзе — Аристофан, маляр
- Борислав Брондуков — людина, яка зважувалася перед польотом
- Леонід Куравльов — Хачикян, справжній професор-ендокринолог
- Олександр Январьов — таксист
- Тетяна Распутіна — відвідувачка ресторану, танцює лезгінку
- Рене Хобуа — не знімався в фільмі. Данелія вказував цю людину, будівника з Зугдіді, в титрах своїх фільмів на знак вдячності за колись приділену йому увагу[3].
- Сергій Голованов — генерал, в приймальні фронтового друга Волохова
- Микола Деберо — чоловік адвоката
- Ольга Казакова — Вероніка, сестра Лариси (у титрах не вказана)
- Тетяна Ігнатова — жінка, яка спостерігала за танцем Валіко і Рубіка (у титрах не вказана)
- Віктор Крючков — перехожий
- Олександр Новіков — музика в ресторані готелю «Росія»

## Нагороди
- Золотий приз МКФ у Москві (Георгій Данелія, 1977);
- Приз за найкращий комедійний фільм на Всесоюзному кінофестивалі в Єревані (Георгій Данелія, 1978);
- Державна премія СРСР (Георгій Данелія, Фрунзик Мкртчян, 1978);
- Приз «Золотий Лачено» на міжнародному кінофестивалю в Авелліно (Георгій Данелія, 1979).

## Цитати з фільму
Багато фраз з фільму стали крилатими:
- — Вісім (баранів) це разом з тобою було…
- — Ало… Ларису Іванівну хочу.
- — Я вам один розумний річ скажу, але тільки ви не ображайтесь.
- — Я так думаю (часто вимовляється наприкінці фраз)
- — Сідайте. — Дякую, я пішки постою.
- — Ти і вона не дві пари в чоботи.
- — Таку особисту відразу я відчуваю до потерпілого, що їсти не можу!
- — Хто такий цей потерпілий? Куди він пішов? Я його вперше бачу!
- — Ці «Жигулі» чим думають, я не знаю. Під ногами крутяться, крутяться, крутяться.
- — Туди-сюди, культурний захід.
- — Дзер нманнере хайтаракумен Республікан! (вірм. такі, як ти, ганьблять республіку)
- — Гамарджобат аріци, бічо. (груз. Привітатися треба, хлопче)